# Acianthera krahnii
Acianthera krahnii é uma espécie de orquídea (Orchidaceae) que existe na Bolívia.

## Publicação e sinônimos
- Acianthera krahnii Luer & Vásquez, Monogr. Syst. Bot. Missouri Bot. Gard. 103: 275 (2005).